# Ковалевщина (Стародубский район)
Ковалёвщина — опустевший поселок в Стародубском муниципальном округе Брянской области.

## География
Находится в южной части Брянской области на расстоянии приблизительно 10 км на юг по прямой от районного центра города Стародуб.

## История
Известен был с середины 1920-х годов. На карте 1941 года был показан как поселение с 23 дворами. В середине XX века работал колхоз «Новый путь». До 2019 года входил в состав Занковского сельского поселения, с 2019 по 2020 в состав Понуровского сельского поселения Стародубского района до их упразднения. По состоянию на 2020 год опустел.

## Население
Численность населения: 110 человек (1926, приблизительно), 10 человек в 2002 году (русские 100 %), 1 в 2010.